# Фронт освобождения Дофара
Фронт освобождения Дофара (араб. جبهة تحرير ظفار‎) — оманская леворадикальная организация, созданная марксистской молодёжью в 1965 году в Салале. Вела в южной провинции Омана Дофаре вооружённую борьбу за создание независимого государства. Двумя руководящими фигурами, которые стояли во главе Фронта, были Мусаллам бен Нафль и Юсуф бин Алави бин Абдулла.
Основной целью дофарских повстанцев было обеспечить финансирование для развития региона, а также положить конец деспотическому правлению султана Саида бин Таймура.
Повстанцы организации проходили обучение в СССР в 165-м учебном центре по подготовке иностранных военнослужащих. При поддержке Южного Йемена дофарские повстанцы в течение 10 лет сражались с правительственными силами султана.
Султан Кабус бен Саид, при поддержке Ирана и Великобритании, в 1976 году сумел нанести чувствительное поражение фронту во время войны в Дофаре и вытеснить его далеко в горы и на границу Южного Йемена. В настоящее время Фронт освобождения Дофара существует как малочисленная организация с центром в Лондоне.